# Бірюкова Юлія Олександрівна
Ю́лія Олекса́ндрівна Бірю́кова (* 24 січня 1998, Червоноград) — українська велосипедистка на треку. Учасниця Чемпіонату світу з велосипедного спорту на треку-2021.

## З життєпису
Народилася 1998 року. Вихованка Червоноградської школи велоспорту. 2018 року закінчила Львівське училище фізичної культури. Виступала за жіночу континентальну команду UCI Women's Team «Eneicat–RBH Global–Martín Villa». Брала участь у шосейних гонках серед жінок на Чемпіонаті світу з шосейних велогонок-2020. Срібна призерка Чемпіонату України з велоспорту на шосе-2020 в груповій гонці.
В серпні 2021 року у Пуатьє на 33-му чемпіонаті світу з велосипедного спорту на шосе серед військовослужбовців (33rd World Military Cycling Championship) збірна України здобула золоту медаль в груповій гонці серед жінок на дистанції 70 км. У складі команди змагалися: Юлія Бірюкова, Ганна Нагірна, Євгенія Висоцька і Марина Іванюк. Тоді ж вона стала бронзовою призеркою чемпіонату світу в індивідуальній гонці з роздільного старту на дистанції 25 км.
25 лютого 2024 року Бірюкова посіла друге місце у шосейній одноденній велогонці «Класика Альмерії».